# Agalinis angustifolia
Agalinis angustifolia är en snyltrotsväxtart som först beskrevs av Carl Friedrich Philipp von Martius, och fick sitt nu gällande namn av W.G. D'arcy. Agalinis angustifolia ingår i släktet Agalinis och familjen snyltrotsväxter. Inga underarter finns listade i Catalogue of Life.